# In Abhorrence Dementia
In Abhorrence Dementia är det andra studioalbumet med det norska black metal-bandet Limbonic Art. Albumet utgavs 1997 av skivbolaget Nocturnal Art Productions.

## Låtlista
1. "In Abhorrence Dementia" – 7:25
2. "A Demonoid Virtue" – 7:40
3. "A Venomous Kiss of Profane Grace" – 7:05
4. "When Mind and Flesh Departs" – 7:38
5. "Deathtrip to a Mirage Asylum" – 12:13
6. "Under Burdens of Life's Holocaust" – 6:26
7. "Oceania" (instrumental) – 0:43
8. "Behind the Mask Obscure" – 7:14
9. "Misanthropic Spectrum" – 7:15

- Texter: Daemon

## Medverkande
Musiker (Limbonic Art-medlemmar)
- Daemon (Vidar Jensen) – sång, gitarr
- Morfeus (Krister Dreyer) – keyboard, sologitarr, sång, trumprogrammering

Bidragande musiker
- Morgana (Anne Aasebø) – sång
- Lisbeth Fagerheim – sång

Produktion
- Limbonic Art – producent
- Peter Lundell – producent, ljudtekniker, ljudmix
- Simen Scharning – sequencing
- Vargnatt Inc. (Kristoffer Rygg) – mastering
- Daemon – sångtexter
- Morfeus – omslagskonst
- Grim Lindberg – foto